# Collection Ouellet-Robert
 (juillet 2024).
La mise en forme du texte ne suit pas les recommandations de Wikipédia : il faut le « wikifier ».
Les points d'amélioration suivants sont les cas les plus fréquents. Le détail des points à revoir est peut-être précisé sur la page de discussion.
- Les titres sont pré-formatés par le logiciel. Ils ne sont ni en capitales, ni en gras.
- Le texte ne doit pas être écrit en capitales (les noms de famille non plus), ni en gras, ni en italique, ni en « petit »…
- Le gras n'est utilisé que pour surligner le titre de l'article dans l'introduction, une seule fois.
- L'italique est rarement utilisé : mots en langue étrangère, titres d'œuvres, noms de bateaux, etc.
- Les citations ne sont pas en italique mais en corps de texte normal. Elles sont entourées par des guillemets français : « et ».
- Les listes à puces sont à éviter, des paragraphes rédigés étant largement préférés. Les tableaux sont à réserver à la présentation de données structurées (résultats, etc.).
- Les appels de note de bas de page (petits chiffres en exposant, introduits par l'outil «  Source ») sont à placer entre la fin de phrase et le point final[comme ça].
- Les liens internes (vers d'autres articles de Wikipédia) sont à choisir avec parcimonie. Créez des liens vers des articles approfondissant le sujet. Les termes génériques sans rapport avec le sujet sont à éviter, ainsi que les répétitions de liens vers un même terme.
- Les liens externes sont à placer uniquement dans une section « Liens externes », à la fin de l'article. Ces liens sont à choisir avec parcimonie suivant les règles définies. Si un lien sert de source à l'article, son insertion dans le texte est à faire par les notes de bas de page.
- La présentation des références doit suivre les conventions bibliographiques. Il est recommandé d'utiliser les modèles {{Ouvrage}}, {{Chapitre}}, {{Article}}, {{Lien web}} et/ou {{Bibliographie}}. Le mode d'édition visuel peut mettre en forme automatiquement les références.
- Insérer une infobox (cadre d'informations à droite) n'est pas obligatoire pour parachever la mise en page.

Pour une aide détaillée, merci de consulter Aide:Wikification.
Si vous pensez que ces points ont été résolus, vous pouvez retirer ce bandeau et améliorer la mise en forme d'un autre article.
La collection Ouellet-Robert, abrégée QMOR est une collection entomologique de l'Université de Montréal, parmi les plus importantes du Canada et la deuxième au Québec, avec 1,5 million de spécimens en 2019. Elle est hébergée à l’Institut de recherche en biologie végétale (IRBV) au Centre sur la Biodiversité, situé sur le terrain du Jardin botanique de Montréal.

## Historique
Au printemps 1963, le frère Adrien Robert (d)  accepte avec enthousiasme la nomination au poste de directeur de la Station de biologie des Laurentides. La même année, le Ministère du Tourisme, de la Chasse et de la Pêche fait paraître son ouvrage intitulé Les libellules du Québec (d) . Selon Leroux 1964, son rêve le plus cher était de mettre en exécution un programme d’été pour des études écologiques à la station. Malheureusement, la maladie se déclare en mai 1964 et il décède la même année, et ce, après n'avoir eu l'occasion de passer qu'un seul été à la station.
À la suite du décès du frère Robert, son assistante Monique Coulloudon (d)  s'est efforcé de préserver sa collection entomologique dans les locaux de l'Université de Montréal. Cela fera d'elle la première coordonnatrice de la collection, poste qu'elle occupera de 1960 à 1989.
En 1965, Jean-Guy Pilon (d) , jeune professeur au Département , prend la relève de la direction de la Collection. Spécialiste des insectes ravageurs, Jean-Guy dirigea près d'une cinquantaine d'étudiants à la maîtrise et au doctorat. Son intérêt marqué pour les libellules le mènera à la publication de son ouvrage sur les libellules du Québec.
Le professeur Pierre-Paul Harper (d)  fut conservateur régulier de 1971 jusqu’à sa retraite en 2004. C’était pendant son mandat qu’en 1984 la Collection Ouellet-Robert a été officiellement inaugurée et donnée un nom.
Louise Cloutier (d)  devient coordonnatrice de la collection en 1989 où elle assistera les travaux et échantillonnage de M. Harper. Experte des moucherons, elle participera à de nombreux projets de recherche.
En 2012, la collection déménage au Centre sur la Biodiversité et son inventaire de 1,5 million de spécimens est publié sur le réseau de données Canadensys. À son arrivée en 2012, le directeur Colin Favret (d)  fait entrer la collection dans l'ère moderne avec de nouveaux outils de gestion et de numérisation. Spécialiste des Sternorrhynches (Pucerons et Cie), il multiplie les collaborations internationales et développe des projets de recherche en taxonomie des phyloxères, en cybertaxonomie, en diversité des insectes du Québec et sur des nouvelles méthodes de piégeage.

## Publications
- Savard, M., & Mochon, A., « L’aeschne majestueuse, une libellule en situation précaire au Québec », Le Naturaliste Canadien, vol. 138, no 2,‎ 2014, p. 8-15
- Favret, C., Normandin, É., & Cloutier, L., « The Ouellet-Robert Entomological Collection: new electronic resources and perspectives », The Canadian Entomologist, vol. 151, no 4,‎ 2019, p. 423-431
- Favret, C., Moisan-De Serres, J., Larrivée, M., & Lessard, J. P., « The Odonata of Quebec: Specimen data from seven collections », Biodiversity Data Journal, vol. 8,‎ 2020